# Senat für Anwaltssachen des Bundesgerichtshofes
Der Senat für Anwaltssachen des Bundesgerichtshofs ist die höchste Instanz der anwaltlichen Gerichtsbarkeit in Deutschland. Anders als die Anwaltsgerichte und Anwaltsgerichtshöfe ist er kein eigenständiges Gericht, sondern ein Spruchkörper des Bundesgerichtshofs. Rechtsgrundlage sind die §§ 106–112 Bundesrechtsanwaltsordnung (BRAO).

## Errichtung
Der Senat für Anwaltssachen wurde zum 1. Oktober 1959 errichtet.

## Zuständigkeit
Der Anwaltssenat des BGH ist Revisionsinstanz der Anwaltsgerichtshöfe im anwaltsgerichtlichen Verfahren (§ 145 BRAO). In verwaltungsrechtlichen Anwaltssachen entscheidet er über Berufungen gegen Urteile der Anwaltsgerichtshöfe und über Beschwerden nach § 17a Abs. 4 Satz 4 GVG (§ 112a Abs. 2 Nr. 1 BRAO). In erster und letzter Instanz entscheidet er über verwaltungsrechtliche Anwaltssachen, die Entscheidungen des Bundesministeriums der Justiz oder der Rechtsanwaltskammer bei dem Bundesgerichtshof betreffen sowie in gewissen Fällen der Bundesrechtsanwaltskammer betreffen (§ 112a Abs. 2 Nr. 2 BRAO).

## Besetzung
Dem Senat für Anwaltssachen beim Bundesgerichtshof (BGH) sitzt der Präsident des BGH oder ein Vertreter qua Amt vor. Neben dem Präsidenten des BGH sind zwei Mitglieder des BGH sowie zwei Rechtsanwälte Mitglieder des Senats (§ 106 Abs. 2 BRAO). Der Senat ist gegenwärtig (Stand: Januar 2024) wie folgt besetzt:
- Vorsitzende: Bettina Limperg
- Stellvertretender Vorsitzender: Heinrich Schoppmeyer
- Beisitzer: Jürgen Schäfer, Andreas Remmert, Ulrike Liebert, Patrick Scheuß, Barbara Grüneberg, Julia Ettl

Jürgen Schäfer (Vorsitzender Richter des 3. Strafsenats) wird allerdings nur in Verfahren tätig, welche die Zulassung eines Rechtsanwalts beim Bundesgerichtshof (§§ 164 ff. BRAO) betreffen.